# Fudoki
Fudoki (風土記) sono antichi resoconti sulla cultura provinciale, la geografia e la tradizione orale presentati ai monarchi del Giappone, noti anche come dizionari geografici locali. Contengono documenti agricoli, geografici e storici, nonché mitologia e folklore.  I manoscritti Fudoki documentano anche miti, rituali e poesie locali che non sono menzionati nel Kojiki e nel Nihon Shoki, che sono la letteratura più importante della mitologia e della storia nazionale antica. Nel corso dell'unificazione nazionale, la corte imperiale ha emanato una serie di codici penali e amministrativi chiamati ritsuryō e ha esaminato le province stabilite da tali codici per esercitare un maggiore controllo su di esse.

## Kofudoki

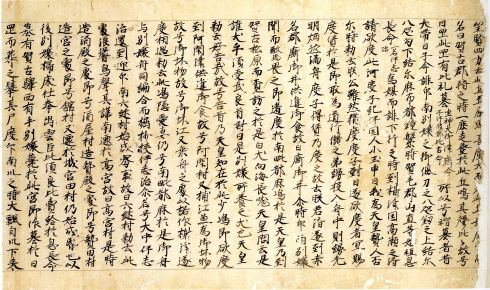
Un rotolo del più antico Fudoki esistente della provincia di Harima conservato presso la Biblioteca centrale di Tenri a Tenri, Nara

In senso stretto, Fudoki si riferisce ai più antichi documenti scritti nel periodo Nara, in seguito chiamati Kofudoki (古風土記) (Antico Fudoki). La compilazione di Kofudoki iniziò nel 713 e fu completata in un periodo di 20 anni.  A seguito degli Editti di riforma di Taika nel 646 e del Codice Taihō promulgato nel 701, vi era la necessità di centralizzare e consolidare il potere della corte imperiale. Ciò includeva la contabilizzazione delle terre sotto il suo controllo. Secondo lo Shoku Nihongi, l'imperatrice Genmei emanò un decreto nel 713 che ordinava a ciascun governo provinciale (国衙, kokuga) di raccogliere e segnalare le seguenti informazioni:
- Nomi di distretti e comuni
- Risorse naturali e esseri viventi
- Fertilità della terra
- Etimologia dei nomi per caratteristiche geografiche, come montagne, pianure e fiumi
- Miti, leggende e racconti popolari raccontati oralmente da persone anziane

## Nomi
L'imperatrice Genmei ordinò nel 713 che i nomi dei luoghi nelle province, nei distretti e nei comuni fossero scritti in due caratteri kanji con connotazioni positive. Questo occasionalmente richiedeva modifiche al nome. Ad esempio, Hayatsuhime (速津媛) divenne Hayami (速見) e Ishinashi no Oki (無石堡) divenne Ishii (石井).

## Manoscritti
Almeno 48 delle province di Gokishichidō hanno contribuito alle registrazioni, ma solo la provincia di Izumo rimane quasi completa. Rimangono registrazioni parziali di Hizen, Bungo, Harima e Hitachi e alcuni passaggi di vari volumi rimangono sparsi in vari libri. Quelli di Harima e Hizen sono designati Tesori Nazionali.
Di seguito è riportato un elenco di manoscritti esistenti e passaggi sparsi.

### Kinai
- Provincia di Yamashiro: Yamashiro no Kuni Fudoki 山城国風土記
- Provincia di Yamato: Yamato no Kuni Fudoki 大和国風土記
- Provincia di Settsu: Settsu no Kuni Fudoki 摂津国風土記

### Tōkaidō
- Provincia di Iga: Iga no Kuni Fudoki 伊賀国風土記
- Provincia di Ise: Ise no Kuni Fudoki 伊勢国風土記
- Provincia di Shima: Shima no Kuni Fudoki 志摩国風土記
- Provincia di Owari: Owari no Kuni Fudoki 尾張国風土記
- Provincia di Mikawa: Mikawa no Kuni Fudoki 参河(三河)国風土記
- Provincia di Suruga: Suruga no Kuni Fudoki 駿河国風土記
- Provincia di Izu: Izu no Kuni Fudoki 伊豆国風土記
- Provincia di Kai: Kai no Kuni Fudoki 甲斐国風土記
- Provincia di Sagami: Sagami no Kuni Fudoki 相模国風土記
- Provincia di Shimōsa: Shimousa no Kuni Fudoki 下総国風土記
- Provincia di Kazusa: Kazusa no Kuni Fudoki 上総国風土記
- Provincia di Hitachi: Hitachi no Kuni Fudoki 常陸国風土記

### Tōsandō
- Provincia di Ōmi: Ōmi no Kuni Fudoki 近江国風土記
- Provincia di Mino: Mino no Kuni Fudoki 美濃国風土記
- Provincia di Hida: Hida no Kuni Fudoki 飛騨国風土記
- Provincia di Shinano: Shinano no Kuni Fudoki 信濃国風土記
- Provincia di Michinoku: Michinoku no Kuni Fudoki 陸奥国風土記

### Hokurikudō
- Provincia di Wakasa: Wakasa no Kuni Fudoki 若狭国風土記
- Provincia di Echizen: Echizen no Kuni Fudoki 越前国風土記
- Provincia di Echigo: Echigo no Kuni Fudoki 越後国風土記

### San'indō
- Provincia di Tango: Tango no Kuni Fudoki 丹後国風土記
- Provincia di Inaba: Inaba no Kuni Fudoki 因幡国風土記
- Provincia di Hōki: Hōki no Kuni Fudoki 伯耆国風土記
- Provincia di Izumo: Izumo no Kuni Fudoki 出雲国風土記
- Provincia di Iwami: Iwami no Kuni Fudoki 石見国風土記

### San'yōdō
- Provincia di Harima: Harima no Kuni Fudoki 播磨国風土記
- Provincia di Mimasaka: Mimasaka no Kuni Fudoki 美作国風土記
- Provincia di Bizen: Bizen no Kuni Fudoki 備前国風土記
- Provincia di Bitchū: Bitchū no Kuni Fudoki 備中国風土記
- Provincia di Bingo: Bingo no Kuni Fudoki 備後国風土記

### Nankaidō
- Provincia di Kii: Kii no Kuni Fudoki 紀伊国風土記
- Provincia di Awaji: Awaji no Kuni Fudoki 淡路国風土記
- Provincia di Awa (Tokushima): Awa no Kuni Fudoki 阿波国風土記
- Provincia di Sanuki: Sanuki no Kuni Fudoki 讃岐国風土記
- Provincia di Iyo: Iyo no Kuni Fudoki 伊予国風土記
- Provincia di Tosa: Tosa no Kuni Fudoki 土佐国風土記

### Saikaidō
- Provincia di Chikuzen: Chikuzen no Kuni Fudoki 筑前国風土記
- Provincia di Chikugo: Chikugo no Kuni Fudoki 筑後国風土記
- Provincia di Buzen: Buzen no Kuni Fudoki 豊前国風土記
- Provincia di Bungo: Bungo no Kuni Fudoki 豊後国風土記
- Provincia di Hizen: Hizen no Kuni Fudoki 肥前国風土記
- Provincia di Higo: Higo no Kuni Fudoki 肥後国風土記
- Provincia di Hyūga: Hyūga no Kuni Fudoki 日向国風土記
- Provincia di Ōsumi: Ōsumi no Kuni Fudoki 大隅国風土記
- Provincia di Satsuma: Satsuma no Kuni Fudoki 薩摩国風土記
- Provincia di Iki: Iki no Kuni Fudoki 壱岐国風土記

## Parchi
Nel 1966 l'Agenzia per gli Affari Culturali invitò i governi delle prefetture a costruire musei e parchi all'aperto chiamati Fudoki no Oka (風土記の丘, "Fudoki Hills" ) vicino a siti storici come tombe ( kofun ) e templi provinciali.  Questi musei archeologici conservano ed espongono proprietà culturali per migliorare la comprensione pubblica della storia e della cultura provinciale.

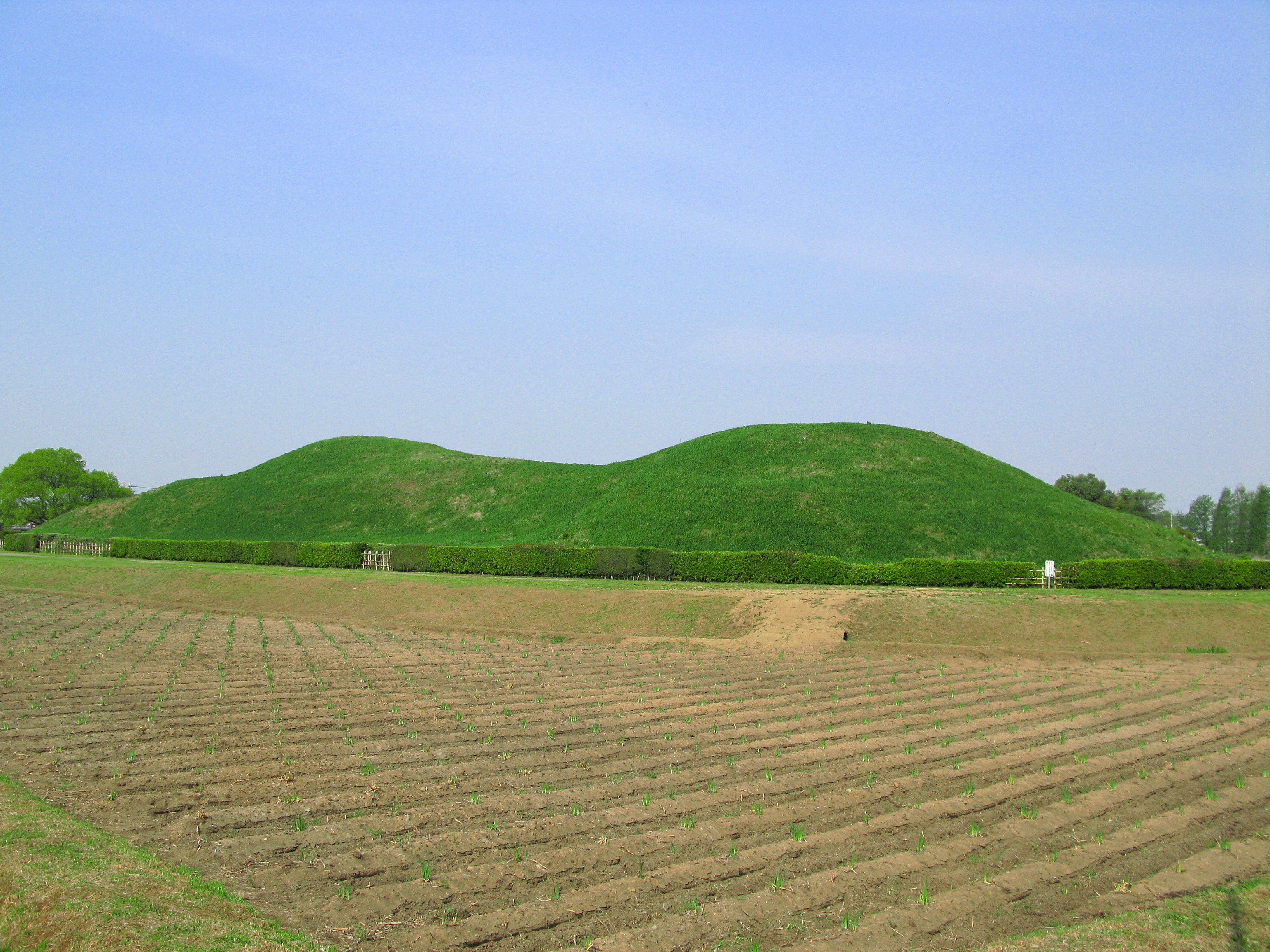
Futagoyama kofun a Sakitama Fudoki no Oka

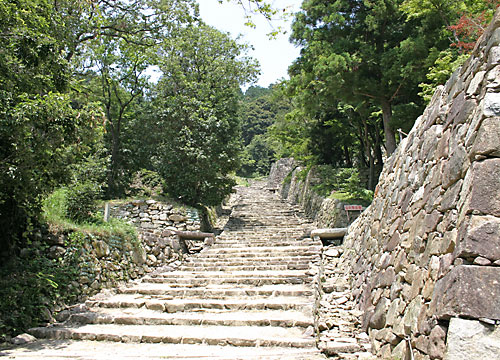
Le rovine del Castello di Azuchi a Ōmi Fudoki no Oka

| Nome                           | Prefettura | Provincia  | Municipalità           | Museo                                                                           |
| ------------------------------ | ---------- | ---------- | ---------------------- | ------------------------------------------------------------------------------- |
| Ukitamu Fudoki no Oka          | Yamagata   | Uzen       | Takahata               | Museo Archeologico Ukitama Fudoki no Oka della Prefettura di Yamagata           |
| Shimotsuke Fudoki no Oka       | Tochigi    | Shimotsuke | Shimotsuke             | Museo Shimotsuke Fudoki no Oka della Prefettura di Tochigi                      |
| Nasu Fudoki no Oka             | Tochigi    | Shimotsuke | Nakagawa and Ōtawara   | Museo Municipale Nasu Fudoki no Oka di Nakagawa                                 |
| Sakitama Fudoki no Oka         | Saitama    | Musashi    | Gyōda                  | Museo degli Antichi Tumuli Funerari di Sakitama della Prefettura di Saitama     |
| Chiba Prefectural Boso-no-Mura | Chiba      | Shimōsa    | Sakae and Narita       | Museo Boso-no-Mura                                                              |
| Tateyama Fudoki no Oka         | Toyama     | Etchū      | Tateyama               | Museo Tateyama della Prefettura di Toyama                                       |
| Kai Fudoki no Oka [ja]         | Yamanashi  | Kai        | Kōfu                   | Museo Archaeologico della Prefettura di Yamanashi                               |
| Ōmi Fudoki no Oka              | Shiga      | Ōmi        | Ōmihachiman and Azuchi | Museo Archeologico del Castello di Azuchi della Prefettura di Shiga             |
| Chikatsu Asuka Fudoki no Oka   | Osaka      | Kawachi    | Kanan                  | Museo Chikatsu Asuka della Prefettura di Osaka                                  |
| Kii Fudoki no Oka              | Wakayama   | Kii        | Wakayama               | Museo di Archaeologia e Folclore Kii-fudoki-no-oka della Prefettura di Wakayama |
| Yakumotatsu Fudoki no Oka      | Shimane    | Izumo      | Matsue                 | Museo Fudoki no Oka della Prefettura di Shimane Yakumotatsu                     |
| Kibiji Fudoki no Oka           | Okayama    | Bitchū     | Sōja                   | Museo Sōja Kibiji                                                               |
| Miyoshi Fudoki no Oka [ja]     | Hiroshima  | Bingo      | Miyoshi                | Museo Miyoshi Fudoki no Oka della Prefettura di Hiroshima                       |
| Higo Kodai no Mori             | Kumamoto   | Higo       | Yamaga and Nagomi      | Museo degli Antichi Tumuli Funerari della Prefettura di Kumamoto                |
| Usa Fudoki no Oka [ja]         | Ōita       | Bungo      | Usa                    | Museo di Storia della Prefettura di Ōita                                        |
| Saitobaru Fudoki no Oka        | Miyazaki   | Hyūga      | Saito                  | Museo Archeologico Saitobaru della Prefettura di Miyazaki                       |